# D-mol (akkord)
En d-mol akkord er en treklang som indeholder tonerne D, F og A.
D-mol-akkord i grundstillingen, først omvending og anden omvending:
Beethovens niende symfoni er for det meste i d-mol, omend det berømte An die Freude-tema er i D-dur.
| Musik | Spire Denne musikartikel er en spire som bør udbygges. Du er velkommen til at hjælpe Wikipedia ved at udvide den. |